# Tautochrona (fizyka)

Tautochrona (gr. ταυτoς tautos, taki sam +  χρovoς chronos, czas) – linia krzywa, po której masa punktowa pod wpływem stałej siły ciężkości stacza się do najniższego punktu krzywej w takim samym czasie, niezależnie od punktu startowego na tej krzywej. Tautochrona jest odwróconą cykloidą.

## Historia problemu tautochrony

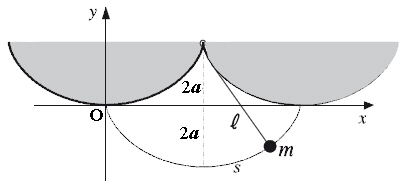
Konstrukcja wahadła cykloidalnego o okresie niezależnym od amplitudy.

Problem tautochrony był związany ze stosowaniem w dawnych czasach, na okrętach zegarów wahadłowych, których używano również do wyznaczania długości geograficznej. Przechyły powodowały, że wahadło nie poruszało się równo i zegar nie wskazywał prawidłowego czasu. Należało wyznaczyć taki tor ruchu wahadła, żeby był niezależny od przechyłów statków. Problem został rozwiązany przez holenderskiego matematyka, fizyka i astronoma Christiaana Huygensa w roku 1659. Wykazał on, że krzywą tą jest odwrócona cykloida, co opisał później w swojej pracy Horologium Oscillatorium sive de Motu Pendulorum (1673).

## Konstrukcja wahadła izochronicznego

Pięć izochronicznych (o tym samym okresie) cykloidalnych wahadeł o różnych amplitudach.

Aby nadać wahadłu ruch po odpowiedniej krzywej, należy skonstruować szczęki ograniczające jego ruch. Tor ruchu wahadła będzie wówczas ewolwentą kształtu szczęk, co oznacza że kształt ten musi być ewolutą cykloidy. Huygens wykazał, że ewolwentą cykloidy jest przystająca cykloida.